# Papy Djilobodji
Papy Djilobodji (* 1. prosince 1988) je senegalský fotbalový obránce, který v současnosti hraje za anglický klub Sunderland AFC. Nastupuje také za senegalskou reprezentaci.

## Klubová kariéra

### ASC Saloum
Svoji kariéru začal v senegalském klubu ASC Saloum, s kterým vyhrál titul.

### US Sénart-Moissy
Po sezóně ho na budoucí smlouvu podepsal francouzský klub Sénart-Moissy, kde strávil úžasnou sezónu.

### FC Nantes
27. prosince 2009 ho koupilo Nantes, kde se postupně vyvíjel, až se dostal do A-týmu.
Za Nantes hrál 171 zápasů v nichž dal 9 gólů.

### Chelsea FC
V létě 2015 ho za 2 700 000 liber koupila anglická Chelsea. Za Chelsea odehrál pouze 1 minutu, a to když nastoupil v Ligovém poháru v 93. minutě proti Walsallu. Díky tomu se stal jediným obráncem Chelsea FC, který nastoupil do ostrého zápasu a neobdržel v sezóně 2015/16 gól. Poté byl v lednu 2016 poslán na hostování do Werder Bremen.

### SV Werder Bremen (hostování)
21. 1. 2016 odešel na půlroční hostování do Werderu Brémy. Debutoval 24. ledna 2016 proti FC Schalke 04 (výhra 3:1, 90 minut). V březnu 2016 měl incident s protihráčem Pablem De Blasisem z 1. FSV Mainz, za který dostal dvouzápasový distanc (naznačoval mu, že mu podřeže hrdlo).

### Sunderland AFC
V srpnu 2016 oficiálně přestoupil do anglického klubu Sunderland AFC, se kterým podepsal čtyřletou smlouvu. Cena přestupu byla 8 000 000 liber. Svůj první zápas v dresu Sunderlandu odehrál 21. srpna proti Middlesbroughu (90 minut, prohra 1:2).